# Lize Broekx
Lize Broekx, née le 5 avril 1992 à Neerpelt en Belgique, est une kayakiste belge pratiquant la course en ligne.

## Biographie
Lize Broekx est médaillée de bronze en K2 junior aux Championnats du monde de marathon 2009 avec Femke Weckx. Le duo remporte ensuite l'or en junior aux Championnats du monde de marathon 2010 à Banyoles. Elle est médaillée de bronze en K1 des moins de 23 ans aux Championnats d'Europe de marathon 2011. Aux Championnats du monde de marathon 2012, elle est médaillée d'or en K1 chez les moins de 23 ans.
Lize Broekx et Hermien Peters obtiennent la médaille de bronze en K2 500 mètres aux Championnats d'Europe de course en ligne de canoë-kayak 2018 à Belgrade ainsi qu'aux Championnats du monde de course en ligne de canoë-kayak de 2021 à Copenhague.
En 2022, ce même duo décroche l'argent en K2 500 mètres aux Championnats d'Europe à Munich et le bronze sur la même distance aux Championnats du monde à Dartmouth.

## Famille
Elle est la nièce de Jos Broekx (en) et Paul Broekx, aussi kayakistes de haut niveau.